# Mimu Iro Iro Yume no Tabi
The Many Dream Journeys of Meme (яп. ミームいろいろ夢の旅 Мииму Иро Иро Юмэ но Таби, Миму, путешественница по снам) — японский аниме-сериал, выпущенный студией Nippon Animation. Сериал транслировался по телеканалу TBS с 3 апреля 1983 года по 29 сентября 1985 года. Всего выпущено 127 серий аниме. Сериал транслировался на территории Франции, Испании и Германии.

## Сюжет
Сюжет сериала является поучительным: 2 ребёнка, которые в очередной раз желают узнать что-то новое, обращаются к компьютеру, чья операционная система материализуется в виде маленького розового существа по имени Орди. Орди рассказывает об очередных научных исследованиях и открытиях, переносит детей в прошлое/будущее с поучительными целями. В конце каждой серии дети всегда находят ответ на свой вопрос. 

## Роли озвучивали
- Наоми Дзинбо — Дайсукэ
- Эйко Ямада — Сатору
- Митиэ Томидзава — Хироко
- Миюки Мурой — Мари/Саяка
- Тосико Фудзита — Мииму